# Сони Мобайл Комюникейшънс
Sony Mobile Communications е международна компания, производител на мобилни телефони.
Компанията стартира като съдружие, създадено през 2001 г. от японската фирма за електроника Sony и шведската телекомуникационна компания Ericsson с цел разработка на мобилни телефони. Съдружието носи името Sony Ericsson. И двете компании спират собствените си разработки на мобилни телефони след учредяването на новата компания. Целта е да се слеят възможностите на двете компании.
На 16 февруари 2012 г. Sony обявява, че придобива дяла на Ericsson и преименува компанията.
Ръководството на компанията е базирано в Лондон. Центровете за разработка са в Лунд, Швеция; Токио, Япония; Пекин, Китай и Силициевата долина, САЩ.

## Предистория
Ericsson спира поделението си за производство на мобилни телефони през 2001 година поради натрупани големи загуби. Причината за част от тях е, че през 2000 година Ericsson използва чипове, произведени само от една фабрика на Philips в Ню Мексико, в която става пожар. Philips убеждава Ericsson и Nokia, че производството ще бъде възобновено до седмица, но това не се случва и двете компании претърпяват загуби. Докато Nokia успява да предоговори чипове от друг производител, Ericsson изчерпва своите наличности. Това предизвиква отлагане на представянето на новите модели и производството на текущите.

## Продукти и услуги
Фирмата представя първите си продукти през март 2002 година и продуктовата линия покрива всички целеви групи потребители. Sony Ericsson представя уокмен-серията (Walkman) през 2005 година. Тя е забележителна с това, че тези телефони са първите музикално ориентирани мобилни телефони на пазара. Фирмата стартира и внедряването на марката Cyber-shot в моделите от 2006 година с представянето на телефон с 3,2 мегапикселна камера/фотоапарат, моделът К790/К800, като пряк конкурент на моделите S60 и N-серията на Nokia. Също така са създадени и хибридни телефони със 7 мегапиксела и с 10 мегапиксела камери. Моделите не са пусната в масово производство.
Първият телефон, представен от името на Sony Mobile Communications, е Sony Xperia U.

## Серии телефони
- F серия – Среден клас произвеждан изключително за Vodafone.
- J серия – Нисък клас без камера.
- K серия – Среден до висок клас мобилен телефон тип моноблок с камера.
- M серия – Среден клас телефон с операционна система Symbian.
- P серия – Висок клас телефон с операционна система Symbian.
- S серия – Среден до висок клас телефон с въртящ се дизайн.
- T серия – Нисък до среден клас телефони тип моноблок. Тази серия е заместена по-късно от К.
- V серия – Среден до висок клас телефон произвеждан изключително за Vodafone.
- W серия – Нисък до висок клас телефони моноблок с разширени възможности за възпроизвеждане на музика Walkman.
- Z серия – Нисък до висок клас сгъваеми телефони.
- C серия – Среден и висок клас Cyber-Shot телефони.
- X серия – Висок клас Xperia телефони с операционна система Windows Mobile (модели X1, X2) и Android (X8, X10, X10 Mini, X10 Mini Pro).

## Галерия
- Сони Ериксон K500i
- Сони Ериксон K508i
- Сони Ериксон K310i
- Сони Ериксон K510i
- Сони Ериксон K610i
- Сони Ериксон K700i
- Сони Ериксон K750i
- Сони Ериксон K750i
- Сони Ериксон K800i
- Сони Ериксон K800i
- Сони Ериксон S710a
- Сони Ериксон S710a
- Сони Ериксон T290i
- Сони Ериксон W580i
- Сони Ериксон W995
- Сони Ериксон W810i
- Сони Ериксон W810i
- Сони Ериксон Z300i
- Сони Ериксон Z300i
- Сони Ериксон Z710i
- Сони Ериксон Z1010

## Финансова информация
През 2004 фирмата обявява, че е продала 42,3 милиона телефона. През 2005 броят вече е над 50 милиона. Според шведското списание „М3“ (брой от 7/2006) Sony Ericsson надминава по продажби Nokia.